# Adam Lönn
Adam Lönn (* 2. August 1991 in Linköping, Schweden) ist ein schwedischer Handballspieler. Seine Körperlänge beträgt 1,96 m.

## Karriere
Lönn spielte für seinen Heimatverein HF Linköpings Lejon und wechselte 2013 zum schwedischen Erstligisten HK Malmö. Mit Malmö nahm er in den Spielzeiten 2017/18 und 2018/19 am EHF-Pokal teil. Zur Saison 2019/20 wechselte Lönn zum deutschen Erstligisten TVB 1898 Stuttgart. Im Sommer 2024 wechselte er zum französischen Erstligisten Pays d’Aix UC. Seit der Saison 2025/26 läuft er für den deutschen Verein SC DHfK Leipzig auf.
Lönn hat bisher zwei Länderspiele für die schwedische Nationalmannschaft bestritten.